# Список заслуженных мастеров спорта СССР (спортивная гимнастика)

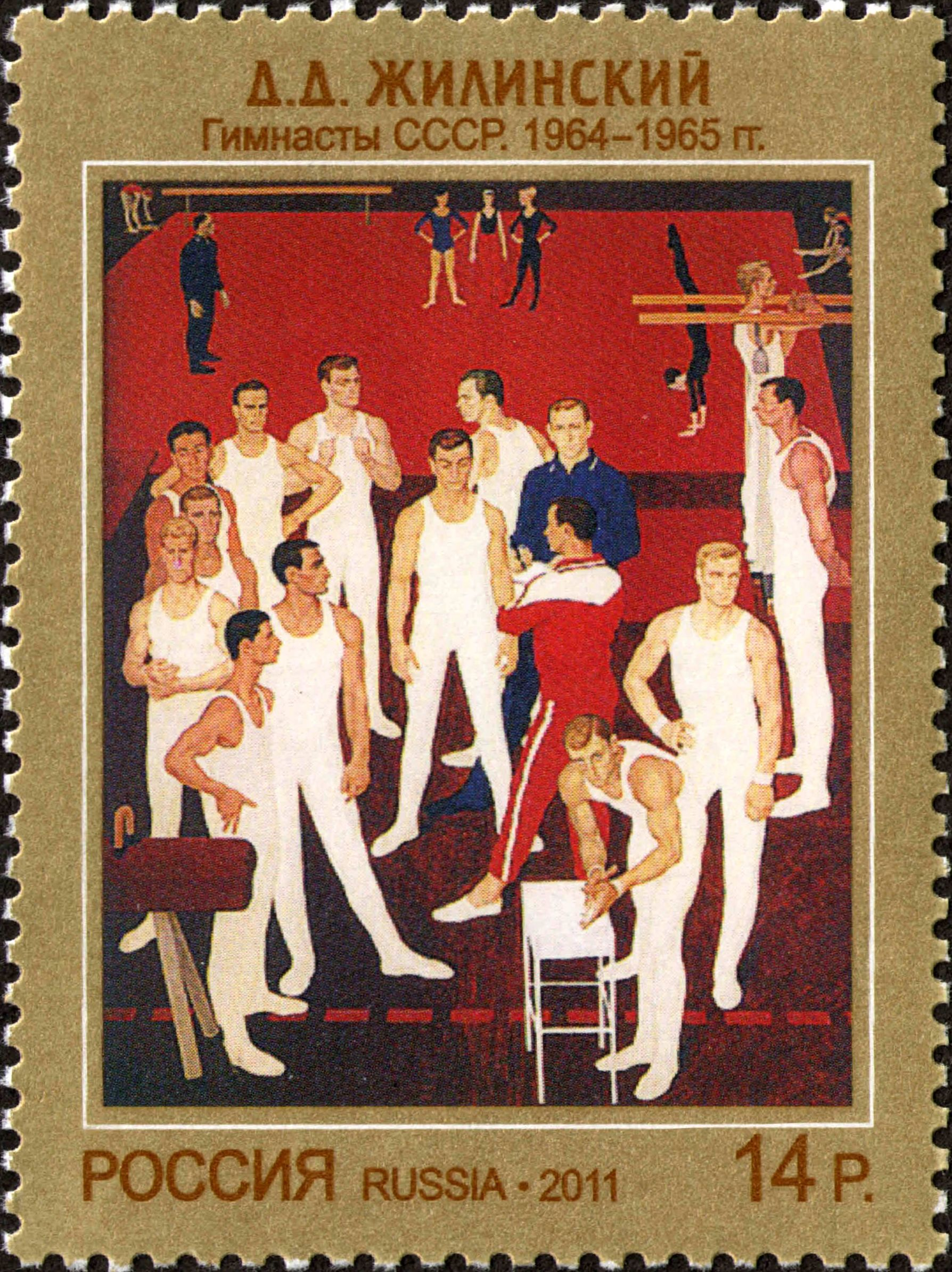
Репродукция картины Д. Д. Жилинского «Гимнасты СССР» на почтовой марке России 2011 года

| 1936 год |                                        |            |                          |           |                                         |     |
| 1        | Эгнаташвили Георгий Семенович          | ??.10.1936 | ??.??.1885 — ??.01.1962  |           |                                         | 34  |
| 2        | Рцхиладзе Георгий Васильевич           | ??.10.1936 | ??.??.1909 — ??.??.1969  |           |                                         | 35  |
| 1937 год |                                        |            |                          |           |                                         |     |
| 1        | Астафьев Борис Николаевич              | ??.11.1937 | 20.04.1897 — 30.04.1976  | Москва    | «Динамо»                                | 70  |
| 1939 год |                                        |            |                          |           |                                         |     |
| 1        | Орлов Лев Павлович                     | ??.07.1939 | 11.01.1902 — 22.02.1986  | Ленинград | ГОЛИФК им. Лесгафта                     |     |
| 2        | Темников Александр Александрович       | ??.07.1939 | 20.12.1901               | Москва    | ГЦОЛИФК                                 |     |
| 3        | Тышко Мария Владиславовна              | ??.07.1939 | ??.??.1909 — ??.??.1994  | Ленинград | «Медик»                                 |     |
| 1940 год |                                        |            |                          |           |                                         |     |
| 1        | Джорджадзе Александр Иванович          | ??.07.1940 | ??.??.1913 — ??.??.1989  | Тбилиси   | Тбилисский институт физической культуры |     |
| 2        | Дмитриев Михаил Дмитриевич             | ??.07.1940 |                          | Харьков   | Украинский институт физической культуры |     |
| 3        | Бокова Евдокия Андреевна               | ??.07.1940 | 14.03.1909 — ??.??.1993  | Киев      | «Динамо»                                |     |
| 1941 год |                                        |            |                          |           |                                         |     |
| 1        | Канчавели Леван Иосифович              | 24.02.1941 | 28.08.1908 — ??.??.????  | Тбилиси   | «Наука»                                 | 154 |
| 1942 год |                                        |            |                          |           |                                         |     |
| 1        | Бормоткин Олег Всеволодович            | 18.06.1942 | 12.09.1917 — ??.??.1985  | Ленинград | ГОЛИФК им. Лесгафта                     |     |
| 2        | Калачев Григорий Александрович         | ??.11.1942 | ??.??.1889 — ??.02.1964  |           |                                         |     |
| 1943 год |                                        |            |                          |           |                                         |     |
| 1        | Арунов Николай Моисеевич               | ??.06.1943 | ??.??.1903 — ??.??.????  | Баку      |                                         |     |
| 2        | Касьяник Михаил Давидович              | 17.07.1943 | ??.??.???? — ??.??.????  |           |                                         |     |
| 3        | Колтановский Александр Петрович        | 17.07.1943 | 03.09.1909 — 31.11.2000  |           |                                         |     |
| 4        | Соколовский Владислав Владиславович    | 17.07.1943 | ??.??.1883 — 30.04.1960  |           |                                         |     |
| 5        | Серый Николай Павлович                 | ??.08.1943 | 28.11.1913 — 26.12.1993  |           |                                         |     |
| 6        | Бакрадзе Арчил Спиридонович            | 12.11.1943 | ??.??.1892 — ??.??.1958  | Тбилиси   |                                         |     |
| 7        | Мерквиладзе Георгий Ношреванович       | ??.??.1943 | ??.??.1898 — ??.??.1987  |           |                                         |     |
| 8        | Чикваидзе Дмитрий Владимирович         | ??.??.1943 | ??.??.1898 — ??.??.????  |           |                                         |     |
| 1944 год |                                        |            |                          |           |                                         |     |
| 1        | Мейпариани Николай Георгиевич          | 14.07.1944 | ??.??.1904 — ??.??.1963  |           |                                         |     |
| 2        | Порфирьев Василий Алексеевич           | ??.09.1944 | ??.??.???? — ??.??.????  | Ишим      |                                         |     |
| 1945 год |                                        |            |                          |           |                                         |     |
| 1        | Слаба Иосиф Вячеславович               | 10.10.1945 | 25.12. 1884 — 26.03.1948 | Пенза     |                                         |     |
| 2        | Осипов Дмитрий Корнильевич             | 10.10.1945 | ??.??.1897 — ??.??.1977  | Москва    |                                         |     |
| 1946 год |                                        |            |                          |           |                                         |     |
| 1        | Гуляев Сергей Алексеевич               | ??.??.1946 | 03.09.1904 — ??.??.1963  | Ленинград |                                         |     |
| 2        | Верулашвили Василий Алексеевич         | ??.??.1946 | ??.??.???? — ??.??.????  | Тбилиси   | Грузинский ИФК                          |     |
| 3        | Урбанович Галина Наполеоновна          | ??.??.1946 |                          | Москва    |                                         |     |
| 1947 год |                                        |            |                          |           |                                         |     |
| 1        | Каплатадзе Гайоз Кириллович            | ??.??.1947 | ??.??.1898 — ??.??.????  |           |                                         |     |
| 2        | Кара-Мурза Лев Христофорович           | ??.??.1947 | ??.??.1890 — ??.??.????  | Баку      | СКИФ                                    |     |
| 3        | Эргардт Борис Вениаминович             | ??.08.1947 | 29.04.1891 — ??.??.1972  | Ленинград |                                         |     |
| 4        | Заалишвили (Коган) Раиса Семеновна     | ??.12.1947 | ??.??.1918 — ??.??.????  | Тбилиси   | «Труд»                                  |     |
| 5        | Арутюнов Сурен Александрович           | ??.12.1947 | 08.02.1913 — 22.08.1985  | Баку      | «Буревестник»                           |     |
| 6        | Бражник Иван Андреевич                 | ??.12.1947 |                          | Киев      | «Большевик»                             |     |
| 7        | Беляков Владимир Тимофеевич            | 31.12.1947 |                          | Москва    | «Динамо»                                | 505 |
| 1948 год |                                        |            |                          |           |                                         |     |
| 1        | Такаишвили Николай Ираклиевич          | 05.08.1948 | ??.??.1916 — ??.??.1985  | Тбилиси   | «Динамо»                                | 582 |
| 2        | Трофимов Иван Григорьевич              | ??.11.1948 | 10.06.1911 — 19.03.1995  | Ленинград | «Большевик»                             |     |
| 3        | Бабилодзе Георгий Иосифович            | ??.11.1948 | ??.??.1911 — ??.??.1990  | Тбилиси   | «Большевик»                             |     |
| 4        | Тимошек Леонид Григорьевич             | ??.??.1948 | 26.11.1918 — 12.02.2011  |           |                                         |     |
| 1950 год |                                        |            |                          |           |                                         |     |
| 1        | Шагинян Грант Амазаспович              | ??.12.1950 |                          | Ереван    | «Спартак»                               |     |
| 1951 год |                                        |            |                          |           |                                         |     |
| 1        | Абрамян Альберт Саркисович             | ??.09.1951 | 13.05.1919 — 15.02.1995  | Москва    | «Динамо»                                |     |
| 2        | Шефер Ирина (Анна) Владимировна        | ??.09.1951 | 04.10.1907 — 07.12.1989  | Москва    | «Искра»                                 |     |
| 3        | Чукарин Виктор Иванович                | ??.10.1951 |                          | Львов     | «Искра»                                 |     |
| 1952 год |                                        |            |                          |           |                                         |     |
| 1        | Гороховская Мария Кондратьевна         | ??.08.1952 |                          |           |                                         |     |
| 2        | Бочарова Нина Антоновна                | ??.08.1952 |                          |           |                                         |     |
| 3        | Данилова Пелагея Александровна         | ??.09.1952 |                          | Ленинград | «Буревестник»                           |     |
| 4        | Джугели Медея Николаевна               | ??.09.1952 |                          | Тбилиси   | «Динамо»                                |     |
| 5        | Калинчук Екатерина Илларионовна        | ??.09.1952 |                          | Москва    | «Динамо»                                |     |
| 6        | Корольков Евгений Викторович           | ??.09.1952 |                          | Москва    | «Динамо»                                |     |
| 7        | Минаичева (Шарабидзе) Галина Яковлевна | ??.09.1952 |                          | Москва    | «Динамо»                                |     |
| 8        | Муратов Валентин Иванович              | ??.09.1952 |                          | Москва    | «Искра»                                 |     |
| 1954 год |                                        |            |                          |           |                                         |     |
| 1        | Шамрай (Рудько) Галина Яковлевна       | ??.07.1954 |                          | Москва    | «Искра»                                 |     |
| 2        | Азарян Альберт Вагаршакович            | ??.??.1954 |                          | Ереван    | «Спартак»                               |     |
| 3        | Мишаков Александр Семенович            | ??.??.1954 |                          |           |                                         |     |
| 1955 год |                                        |            |                          |           |                                         |     |
| 1        | Шахлин Борис Анфиянович                | ??.04.1955 |                          | Киев      | «Искра»                                 |     |
| 2        | Бердиев Иосиф Константинович           | ??.05.1955 |                          |           | Советская Армия                         |     |
| 3        | Муратова (Подуздова) Софья Ивановна    | ??.07.1955 |                          | Москва    | «Динамо»                                |     |
| 1957 год |                                        |            |                          |           |                                         |     |
| 1        | Егорова (Синева) Людмила Борисовна     | ??.02.1957 |                          | Ленинград | Советская Армия                         |     |
| 2        | Латынина (Дирий) Лариса Семёновна      | ??.02.1957 |                          | Киев      | «Буревестник»                           |     |
| 3        | Манина Тамара Ивановна                 | ??.02.1957 |                          | Ленинград | «Буревестник»                           |     |
| 4        | Титов Юрий Евлампиевич                 | ??.02.1957 |                          | Киев      | «Буревестник»                           |     |
| 1960 год |                                        |            |                          |           |                                         |     |
| 1        | Астахова Полина Григорьевна            | ??.09.1960 |                          | Сталино   | «Авангард»                              |     |
| 2        | Николаева Маргарита Николаевна         | ??.09.1960 |                          | Одесса    | Советская Армия                         |     |
| 3        | Иванова (Калинина) Лидия Гавриловна    | ??.09.1960 |                          | Москва    | «Буревестник»                           |     |
| 1961 год |                                        |            |                          |           |                                         |     |
| 1        | Столбов Павел Афанасьевич              | ??.12.1961 |                          | Москва    | ЦСКА                                    |     |

## 1965
- Диомидов, Сергей Викторович
- Леонтьев, Виктор Анатольевич

## 1966
- Воронин, Михаил Яковлевич
- Кучинская, Наталья Александровна

## 1968
- Воронина (Дружинина) Зинаида Борисовна
- Петрик, Лариса Леонидовна

## 1969
- Милигуло, Николай Павлович

## 1970
- Турищева, Людмила Ивановна

## 1971
- Волчецкая (Тюненкова) Елена Владимировна
- Замотайлова, Тамара Алексеевна
- Карасева (Коваленко) Ольга Дмитриевна
- Клименко, Виктор Яковлевич
- Первушина, Ирина Ивановна 1942

## 1972
- Андрианов, Николай Ефимович
- Бурда (Андрианова) Любовь Викторовна
- Корбут, Ольга Валентиновна
- Лазакович, Тамара Васильевна
- Янц, Карина (ГДР) 1952

## 1976
- Ким, Нелли Владимировна
- Саади, Эльвира Фуадовна

## 1977
- Филатова (Курбатова) Мария Евгеньевна
- Маркелов, Владимир Николаевич
- Мухина, Елена Вячеславовна

## 1979
- Дитятин, Александр Николаевич

## 1980
- Азарян, Эдуард Альбертович
- Давыдова, Елена Викторовна
- Захарова, Стелла Георгиевна
- Макуц, Богдан Владимирович
- Наймушина, Елена Аркадьевна
- Ткачёв, Александр Васильевич
- Шапошникова (Сут) Наталья Витальевна

## 1981
- Бичерова, Ольга Анатольевна
- Королёв, Юрий Николаевич

## 1982
- Михаличева (Гроздова) Светлана Христофоровна 1959

## 1983
- Акопян, Артур Грачьевич
- Билозерчев, Дмитрий Владимирович
- Склярова (Юрченко) Наталья Владимировна

## 1984
- Артёмов Владимир Николаевич
- Балабанов, Юрий Анатольевич 1963-10.05.2006[40]
- Ильенко, Наталья Никитовна (? Николаевна) 1966[41]
- Мостепанова, Ольга Васильевна
- Погорелов, Александр Григорьевич 1961
- Фролова, Татьяна Юрьевна

## 1985
- Могильный, Валентин Викторович
- Омельянчик, Оксана Александровна 1970[42],[43]
- Тумилович, Александр Владимирович 1962
- Шушунова, Елена Львовна

## 1987
- Люкин, Валерий Викторович

## 1988
- Баитова, Светлана Николаевна
- Богинская, Светлана Леонидовна
- Гоголадзе, Владимир Омарович
- Лащенова, Наталья Васильевна
- Новиков, Владимир Анатольевич
- Стражева, Ольга Владимировна
- Харьков, Сергей Владимирович
- Шевченко, Елена Николаевна

## 1989
- Дудник, Олеся Витальевна 1974
- Коробчинский, Игорь Алексеевич
- Маринич, Виталий Анатольевич 1970
- Тихоньких, Алексей Анатольевич 1961

## 1990
- Кошель, Антонина Владимировна
- Перльман, Михаил Романович

## 1991
- Беленький, Валерий Владимирович
- Воропаев, Алексей Николаевич
- Калинина, Наталья Георгиевна 1973
- Лысенко, Татьяна Феликсовна
- Мисютин, Григорий Анатольевич
- Чусовитина, Оксана Александровна
- Щербо, Виталий Бенедиктович

## 1992
- Галиева, Розалия Ильфатовна
- Груднева, Елена Александровна
- Гуцу, Татьяна Константиновна
- Шарипов, Рустам Халимджанович

## Год присвоения неизвестен
- Александров, Алексей Иванович 07.09.1916 — ??.??.2004
- Алиханян, Геворк Васильевич ??.??.1901 — ??.??.????
- Ганиза, Михаил Ефимович 01.06.1903 — ??.??.1986 (1946?)[44][45][46]
- Демиденко (Каменская) Таисия Антоновна 10.10.1917 — ??.??.2005 (1947?)
- Джаиани, Сергей Шотаевич 23.04.1928 — 22.01.1990 (? 1954)
- Каракашьянц, Константин Сергеевич 23.10.1921 — 21.09.1971
- Кердемелиди, Валерий Панайотович
- Лаврущенко, Владимир Макарович ??.??.1918 — ??.??.1974
- Лисицкий, Виктор Никитович
- Цапенко, Юрий Яковлевич